# Torre de Bollingen

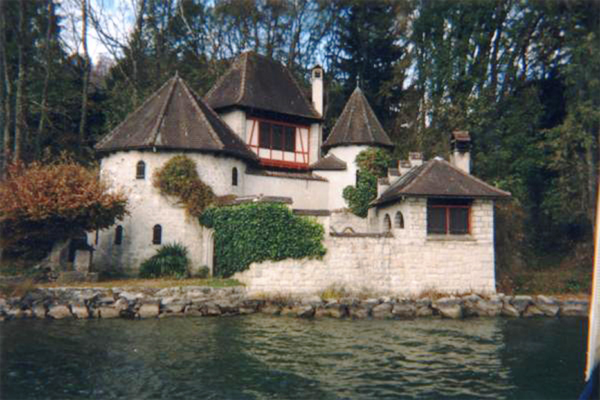
Torre de Bollingen vista des del llac de Zuric

La Torre de Bollingen (en alemany coneguda com a Der Turm am See, La torre al costat del llac) és un edifici construït pel psiquiatre suís Carl Jung per al seu propi ús. En aparença, és com un petit castell amb quatre torres. Es troba al poble de Bollingen, a la riba de la conca de l'Obersee (llac superior) del llac de Zuric.

## Història
Jung va comprar el solar el 1922 després de la mort de la seva mare. L'any 1923 va construir en aquest terreny una torre rodona de dos pisos. Era una estructura de pedra apta per ser habitada. Els anys 1927, 1931 i 1935 es van construir successives addicions a aquesta torre, resultant en un edifici amb quatre parts connectades.
Un segon pis es va afegir a l'addició de 1927 després de la mort de l'esposa de Jung el 1955, amb el significat explícit de ser "una extensió de la consciència aconseguida en la vellesa".
Durant gran part de la seva vida, Jung va passar diversos mesos a l'any vivint a Bollingen. La Torre ara és propietat d'un fideïcomís familiar i no és oberta al públic.

La Fundació Bollingen, creada el 1945 a Nova York amb fons donats pels filàntrops Paul Mellon i la seva dona Mary Conover Mellon per tal de difondre el treball de Jung, va rebre el seu nom. La Fundació és inactiva des del 1968.

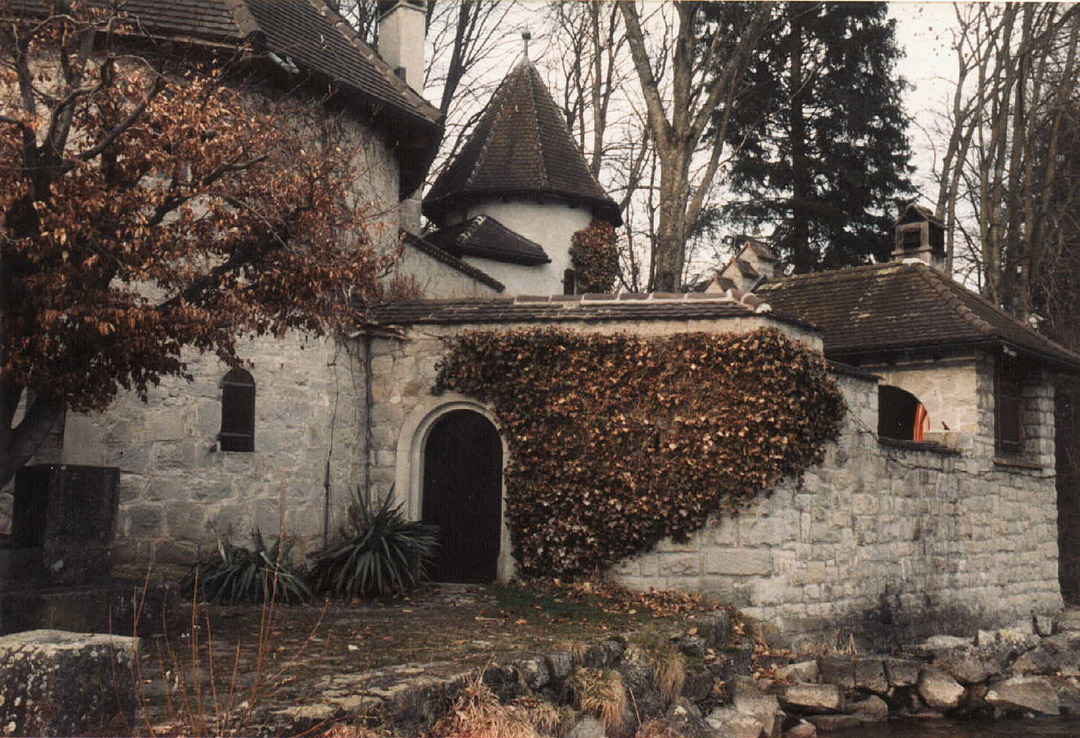
L'entrada a la Torre.

## Cub amb inscripcions
L'any 1950, amb motiu del seu 75è aniversari, Jung va instal·lar un cub de pedra a la vora del llac, just a l'oest de la torre, amb inscripcions a tres dels seus costats. Una de les cares té una cita extreta del Rosarium philosophorum:
| « | Hic lapis exilis extat, pretio quoque vilis, spernitur a stultis, amatur plus ab edoctis. Aquesta pedra que destaca per ser baixa, fins i tot de preu baix, com més menyspreada és pels ximples, més estimada és pels doctes. | » |

També hi ha inscrita una dedicatòria en aquest costat de la pedra: IN MEMORIAM NAT[ivitatis] S[uae] DIEI LXXV C G JUNG EX GRAT[itudine] FEC[it] ET POS[uit] A[nn]O MCML
(En record del seu 75è aniversari, CG Jung, com a gratitud, el va crear i crear l'any 1950.)
El segon costat del cub representa una figura de Telesfor, un homúncle que porta una llanterna i una capa amb caputxa. És envoltada per una inscripció grega:
| « | «Ὁ Αἰὼν παῖς ἐστι παίζων, πεττεύων· παιδὸς ἡ βασιληίη» · Τελεσφόρος διελαύνων τοὺς σκοτεινοὺς τοῦ κόσμου τόπους, καὶ ὡς ἀστὴρ ἀναλάμπων ἐκ τοῦ βάθους, ὁδηγεῖ «παρ' Ἠελίοιο πύλας καὶ δῆμον ὀνείρων». | » |

La inscripció diu:
| « | El temps és un nen / juga com un nen / juga a un joc de taula / el regne del nen. / Aquest és Telesphoros, /que vaga per les regions fosques d'aquest cosmos / i brilla com una estrella des de les profunditats. / Indica el camí cap a les portes del sol / i cap a la terra dels somnis. | » |

"El temps és un nen jugant, apostant; del nen n'és la reialesa" és un fragment atribuït a Heràclit.
"Ell indica el camí cap a les portes del sol i cap a la terra dels somnis" és una cita de l'Odissea (llibre 24, vers 12). Es refereix a Hermes el psicopompe, que allunya els esperits dels pretendents assassinats.
El segon costat també conté un mandala en quatre parts d'importància alquímica. El quart superior del mandala està dedicat a Saturn, el quart inferior a Mart, el quart esquerre al Sol-Júpiter [mascle] i el quart dret a la Lluna-Venus [femení].
El tercer costat del cub és el que mira cap al llac. Porta una inscripció llatina de dites que, segons Jung, "són més o menys cites de l'alquímia".
La inscripció diu:
| « | Sóc un orfe, sol; tanmateix em trobo a tot arreu. Sóc un, però oposat a mi mateix. Sóc jove i vell alhora. No he conegut ni pare ni mare, perquè m'han hagut de treure de les profunditats com un peix, o caure com una pedra blanca del cel. Vago pels boscos i les muntanyes, però estic amagat a l'ànima més íntima de l'home. Sóc mortal per a tothom, però no em toca el cicle dels eons. | » |

## Galeria

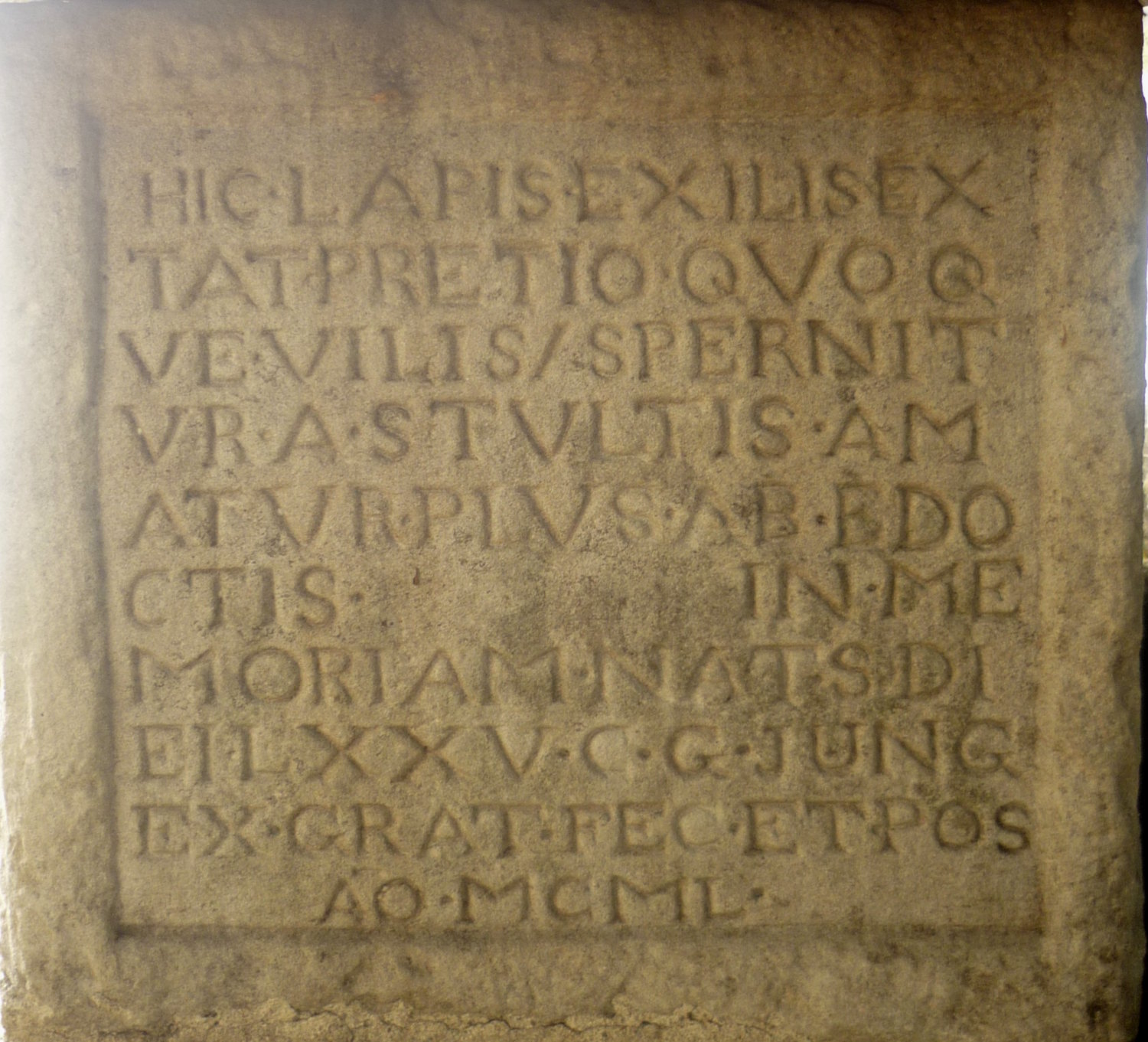
La cita del Rosarium i la dedicatòria de Jung
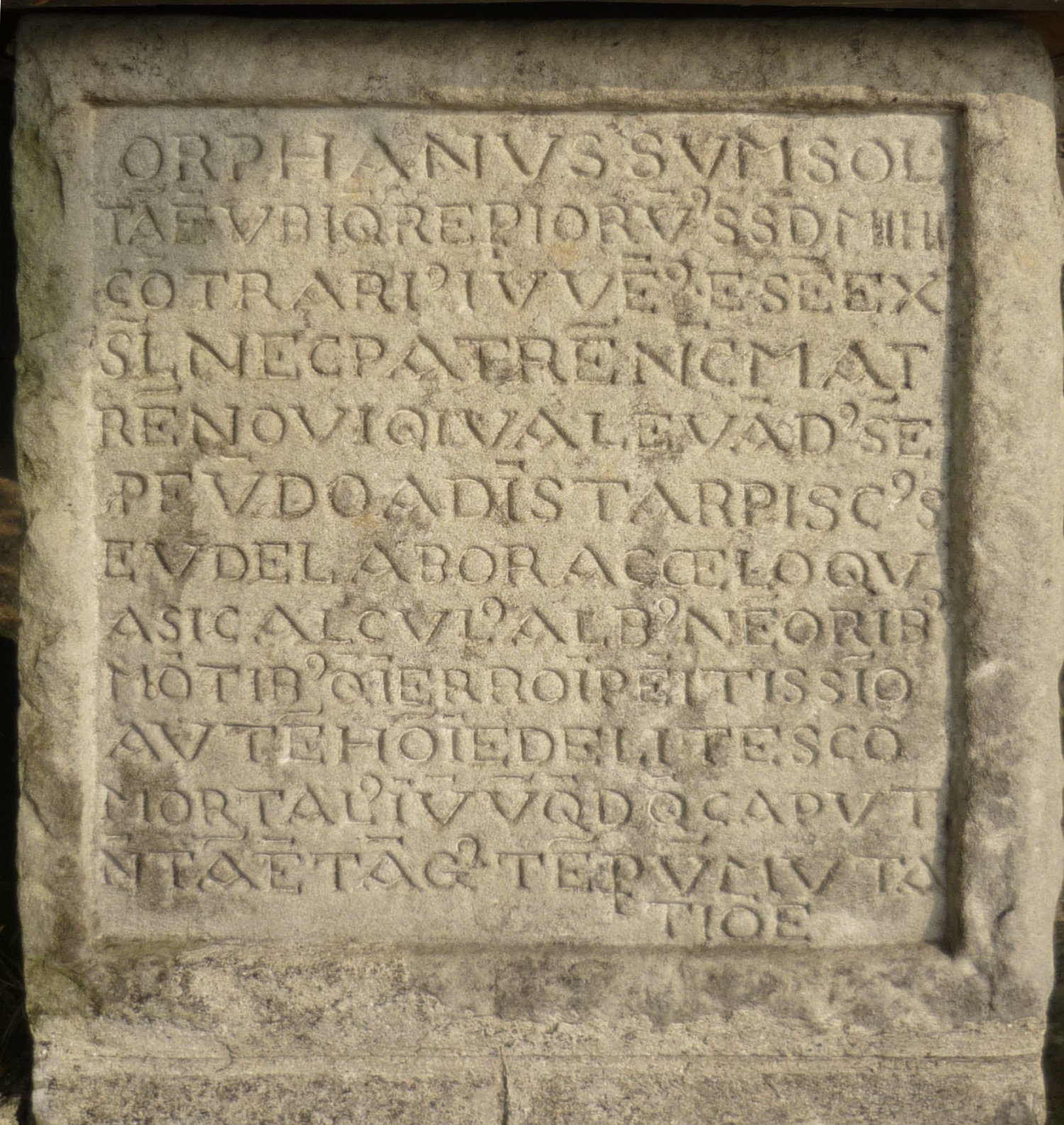
Inscripció alquímica llatina
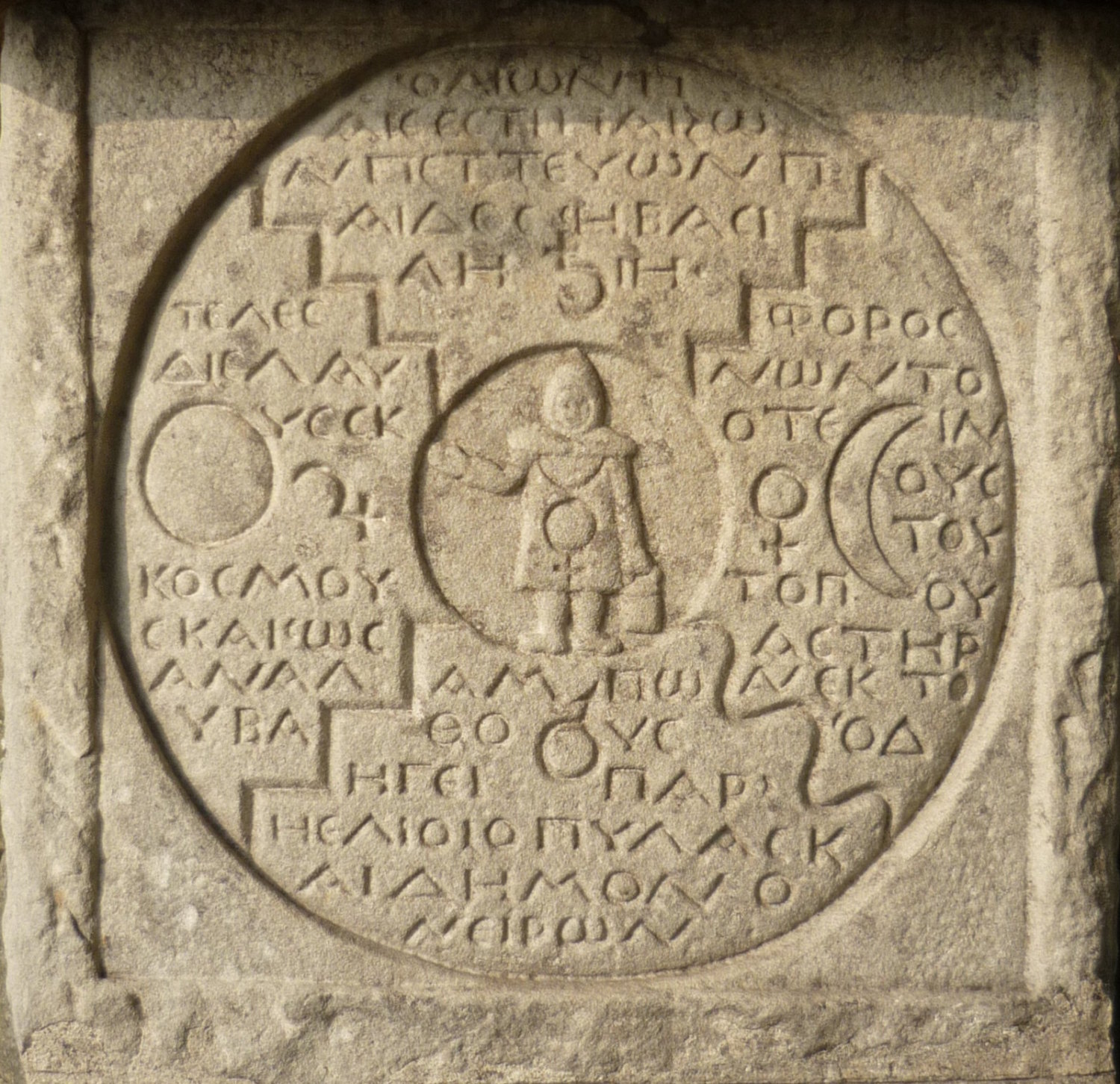
Inscripció grega en un mandala de quatre parts
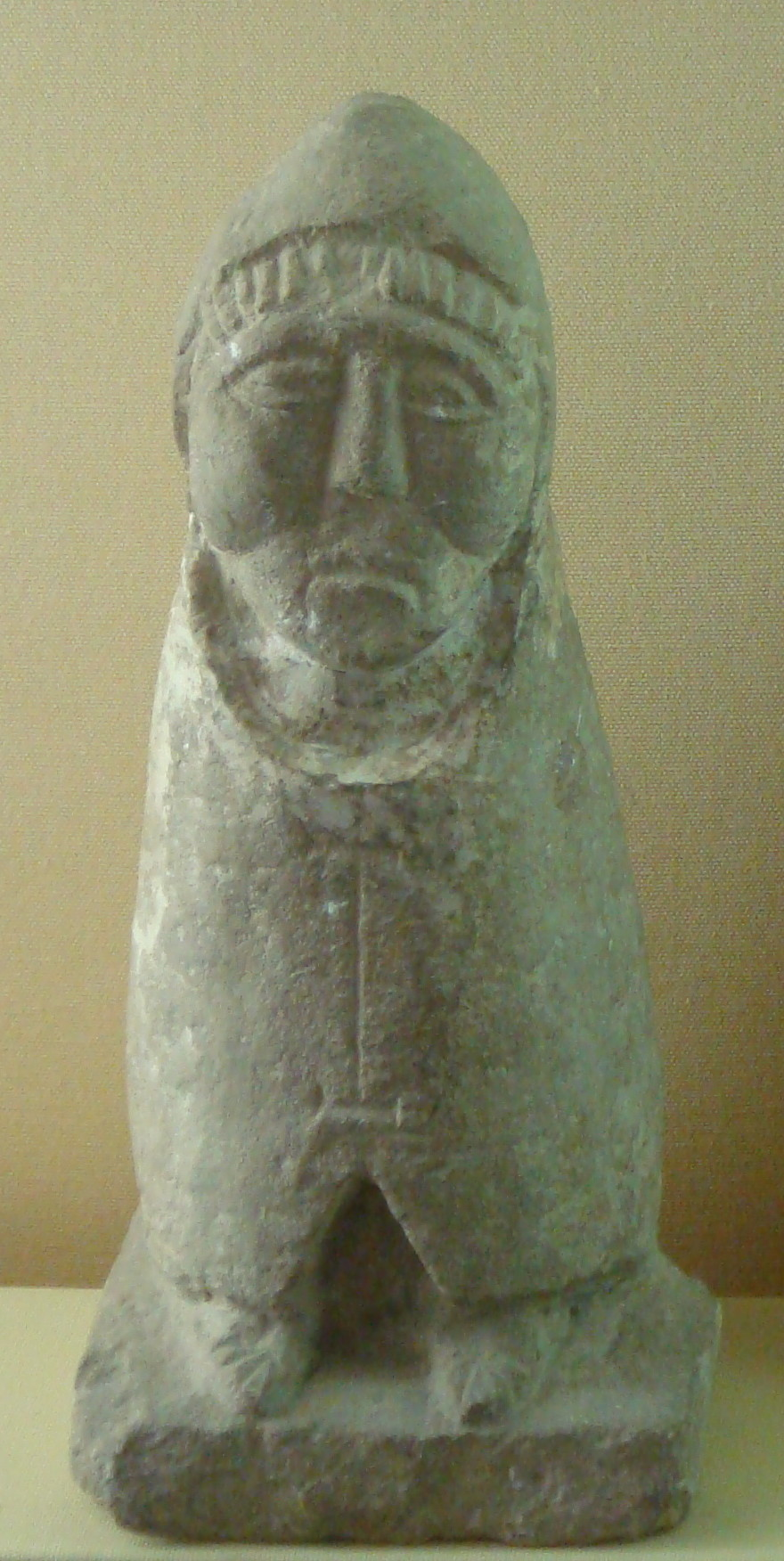
Una antiga estàtua del déu Telèsfor, al museu de Nimes